# イミダゾール-4-オン-5-プロピオン酸
イミダゾール-4-オン-5-プロピオン酸（イミダゾール-4-オン-5-プロピオンさん、Imidazol-4-one-5-propionic acid）は、ヒスチジンの代謝中間体の一つ。ウロカニン酸ヒドラターゼによってウロカニン酸から合成され、イミダゾロンプロピオナーゼによってホルムイミノグルタミン酸に変換される。